# Ельничный Исток
Е́льничный Исто́к — малая река на Среднем Урале. Протекает в северной части городского округа Верхняя Пышма Свердловской области. Длина водотока составляет 15 км.
Истоком реки является Ельничное озеро, лежащее на высоте 251,4 метра над уровнем моря. Ельничный Исток течёт в западно-северо-западном направлении мимо посёлка Ольховка, через торфоразработки, в низовьях — через заболоченный сосново-берёзовый лес. Впадает в Аятское водохранилище.

## Данные водного реестра
По данным государственного водного реестра России, Ельничный Исток относится к Иртышскому бассейновому округу, речному бассейну Иртыша, речному подбассейну Тобола. Водохозяйственный участок реки — Аять от истока до Аятского гидроузла.
Код объекта в государственном водном реестре — 14010501712111200006670.